# David J. Schwartz
David Joseph Schwartz, Jr. (23 mars 1927 - 6 décembre 1987) est un écrivain et entraîneur de motivation américain, surtout connu pour avoir écrit La Magie de voir grand en 1959. Il a été professeur de marketing, président du département et président de Consumer Finance à l'université d'État de Géorgie,,.

## Biographie
Schwartz est né le 23 mars 1927 aux États-Unis. Il a obtenu un BS à l'université du Nebraska en 1948 et sa maîtrise puis son doctorat en 1953 à l'université d'État de l'Ohio,,.
Il était professeur à université d'État de Géorgie, à Atlanta, et était considéré comme une sommité américaine en matière de motivation,. Il s'est fait connaître grâce à ses publications de motivation et livres d'auto-assistance, notamment pour The Magic of Thinking Big, publié en 1959. Plus tard, il a commencé son propre travail en tant que coach d'entraide et coach de vie et a fondé sa propre société de conseil axée sur le développement personnel, particulièrement dans le leadership, appelé Creative Educational Services Inc.
L'université d'État de Géorgie décerne une bourse en son honneur.

## Publications

### En anglais
- (en) David Joseph Schwartz, The Magic of Getting What You Want, W. Morrow, 1er mai 1983 (ISBN 9780688018245, lire en ligne)[13]
- The Magic of Thinking Big, 1959.

### En français
- La Magie de voir grand, éditions Un monde différent.
- La Magie de s'autodiriger, éditions un monde différent.
- La Magie de vivre ses rêves, éditions un monde différent.
- La Magie de penser Succès, éditions un monde différent, livre et cassette audio.

### Conférences
- La Magie de voir grand, éditions un monde différent, cassette audio.
- La Magie de penser Succès, éditions un monde différent, cassette audio.